# Mendota (Virginie)
Mendota est une census-designated place située dans le comté de Washington, dans l’État de Virginie, aux États-Unis. Lors du recensement de 2020, elle comptait 135 habitants.